# Konská (Liptovský Mikuláš)
|  | No s'ha de confondre amb Konská (Žilina). |

Konská és un poble i municipi d'Eslovàquia que es troba a la regió de Žilina, al centre-nord del país.

## Història
La primera menció escrita de la vila es remunta al 1357.

## Demografia
| Godina             | 1994 | 2004   | 2014    | 2024   |
| ------------------ | ---- | ------ | ------- | ------ |
| Nombre de persones | 253  | 241    | 215     | 231    |
| Diferència         |      | −4,74% | −10,78% | +7,44% |

| Godina             | 2023 | 2024   |
| ------------------ | ---- | ------ |
| Nombre de persones | 227  | 231    |
| Diferència         |      | +1,76% |